# 张绍曾旧居
张绍曾旧居建于1920年，是原清政府陆军第三镇炮兵标统、陆军贵胄学堂监督、辛亥革命时任陆军第二十镇统制、长江宣抚大臣、绥远将军、原北洋政府陆军总长、原中华民国政府总理张绍曾在天津的故居。位于当时的天津英租界的威灵顿道（Wellington Road）（今和平区河北路334号）。该建筑目前内部结构受损，是一般保护等级历史风貌建筑，并作为天津五大道近代建筑群的重要组成部分，被中华人民共和国国务院批准为全国重点文物保护单位。

## 建筑
张绍曾旧居巴洛克风格的二层砖木结构小楼，建筑坐西朝东，入口处设有两块水泥板小雨厦和由水波纹花饰支撑的两根贴墙罗马柱。建筑内部的过厅有拱券分割，地面铺有菲律宾木人字地板，墙上设有双槽窗。

## 受损
2011年7月13日，天津和平区文化和旅游局联合天津市文化市场行政执法总队对正在张绍曾旧居内进行擅自拆改并造成建筑受损的施工单位下达停工整改通知，该工程现已停工并等待下一步挽救措施方案的确定。目前，张绍曾旧居内部结构已经完全损毁，目前只保留了其外檐部分。